# B-432
La carretera B-432 és una carretera pertanyent a la demarcació de Barcelona, d'on la B amb què comença la seva numeració. Travessa els termes municipals de Prats de Lluçanès, Olost, Oristà i altre cop Olost, a la comarca del Lluçanès, si bé tots tres termes adscrits administrativament a la d'Osona.

## Terme municipal d'Olost
La carretera arrenca del centre d'Olost, a la cantonada de la Carretera de Vic amb la Carretera de Gironella, on enllaça amb la carretera C-154. Des d'aquest lloc arrenca cap a ponent, i just quan arriba a la fita quilomètrica 2, deixa el terme d'Olost, entra en el d'Oristà, i fa un doble retomb, passant a prop de la masia dels Plans de Cabanas, on torna a entrar en el terme d'Olost per deixar-lo de seguida i tornar a entrar en el d'Oristà.

## Terme municipal d'Oristà
La carretera segueix la vall de la Riera Gavarresa primer per l'esquerra i després de travessar-la, pel dret. En el quilòmetre 5 passa pel costat de migdia de la masia de Cabanas, i poc abans del 6 troba el trencall d'on surt cap al sud-oest la carretera BV-4404. La carretera gira cap al nord, passa pel costat de ponent de Vilargonter, i poc després, passada la fita quilomètrica 8, torna a deixar el terme d'Oristà per endinsar-se altre cop en el d'Olost.

## Terme municipal d'Olost
Aquest tram de carretera travessa l'extrem sud-oest de la parròquia i poble de Santa Creu de Jutglar, fins que poc abans de la fita 10 deixa el terme d'Olost per entrar en el de Prats de Lluçanès.

## Terme municipal de Prats de Lluçanès
La B-432 entra en el terme del cap de comarca del Lluçanès seguint per l'esquerra el torrent Merdinyol, passa a llevant del Serrat del Gorg de l'Oli, fins que ateny el Pont Espatllat, al sud-est del Polígon Industrial Les Saleres. De seguida troba ja les primeres cases de Prats de Lluçanès, on entra per l'Avinguda de Pau Casals. Al capdamunt de l'avinguda troba la cruïlla amb la carretera B-431 i la BP-4653.